# Lutherska Smolenskkyrkogården
Lutherska Smolenskkyrkogården (ryska: Смоленское лютеранское кладбище, translitererat: Smolenskoje ljuteranskoje kladbisjtje), är en begravningsplats på Vasiljevskijön i centrala Sankt Petersburg. Den ligger norr om den ortodoxa Smolenskkyrkogården.
Smolenskkyrkogårdarna i Sankt Petersburg är namngivna efter Smolenskkyrkan som ligger på den ortodoxa Smolenskkyrkogården. Den är i sin tur uppkallad efter ikonen vår fru av Smolensk.

## Historik
Begravningsplatsen etablerades på 1740-talet som begravningsplats för utlänningar, främst tyskar. Den tillhörde tyska Sankta Katarina kyrka fram till oktoberrevolutionen.
År 1919 togs begravningsplatsen över av staten och år 1939 stängdes den, varefter den började förfalla. Från slutet av 1980-talet har man dock börjat återställa begravningsplatsen.

## Gravsatta
Bland de gravsatta på Lutherska Smolenskkyrkogården finns flera framstående tyskar, och även en del med svenskt ursprung.
Automatiskt genererad lista (förklaring)
| namn                               | dödsdatum             |
| ---------------------------------- | --------------------- |
| Leonhard Euler                     | 1783-09-18            |
| Anders Johan Lexell                | 1784-12-11            |
| Göran Magnus Sprengtporten         | 1819-10-13            |
| Friedrich Theodor von Schubert     | 1825-10-21            |
| Nicolaus Fuss                      | 1826-01-04            |
| Friedrich Maximilian von Klinger   | 1831-02-13            |
| Heinrich Friedrich von Storch      | 1835-11-01            |
| Paul Schilling von Cannstatt       | 1837-07-25            |
| August Gustav Heinrich von Bongard | 1839-09-06            |
| Robert Ker Porter                  | 1842-04-22            |
| Carl Bernhard Trinius              | 1844-03-12            |
| Jegor Kankrin                      | 1845-09-21            |
| Germain Henri Hess                 | 1850-11-30            |
| Christian Martin Joachim Frähn     | 1851-08-16            |
| Georg Engelhardt                   | 1862-01-27            |
| Karl Robert von Nesselrode         | 1862-03-23            |
| Adolph Theodor Kupffer             | 1865-05-23            |
| Pter Clodt Von Jürgensburg         | 1867-11-20            |
| Moritz Hermann von Jacobi          | 1874-03-11            |
| Karl Eduard Eichwald               | 1876-11-10            |
| Johann Friedrich von Brandt        | 1879-07-03            |
| Anton Schiefner                    | 1879-11-16            |
| Bernhard Dorn                      | 1881-05-19            |
| Otto Pius Hippius                  | 1883-08-29            |
| Vladimir Clodt von Jürgensburg     | 1887-02-22            |
| Ferdinand Johann Wiedemann         | 1887-12-29            |
| Ludvig Nobel                       | 1888-04-12            |
| Karl Johann Maximowicz             | 1891-02-04            |
| Wilhelm Junker                     | 1892-02-13            |
| Eduard von Regel                   | 1892-04-27            |
| August Nauck                       | 1892-08-03            |
| Aleksej Tillo                      | 1899-12-30            |
| Emil Bretschneider                 | 1901-04-29 1901-05-12 |
| Christian Johansson                | 1903-12-25            |
| Eduard Pleske                      | 1904-04-26            |
| Vladimir Lamsdorf                  | 1907-03-19            |
| Theodor Avellan                    | 1916-11-17            |
| Wilhelm Radloff                    | 1918-05-12            |
| Vasilij Avenarius                  | 1923-11-09            |
| Ernst Friedrich von Liphart        | 1932-04-14            |
| Theodor Pleske                     | 1932-08-01            |
| Pjotr Kuzmitj Kozlov               | 1935-09-26            |